# Couvent des Minimes de Vranov

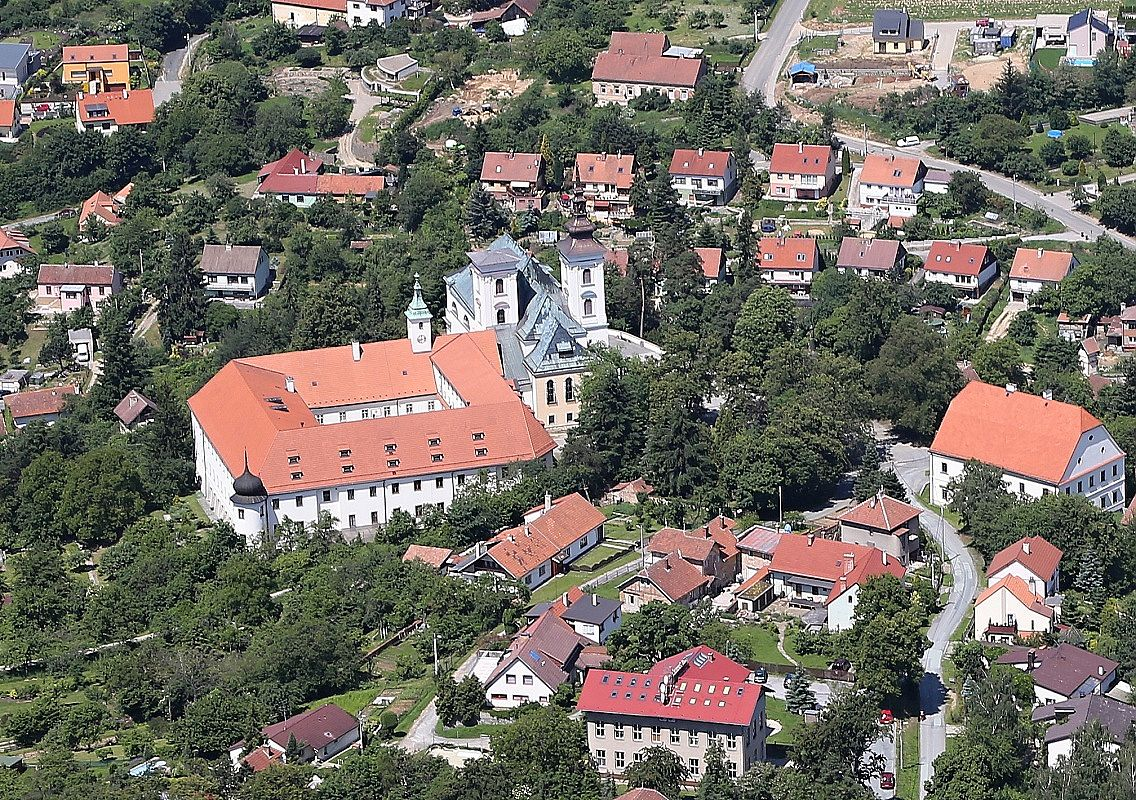
Vue du couvent, accolé à l'église.

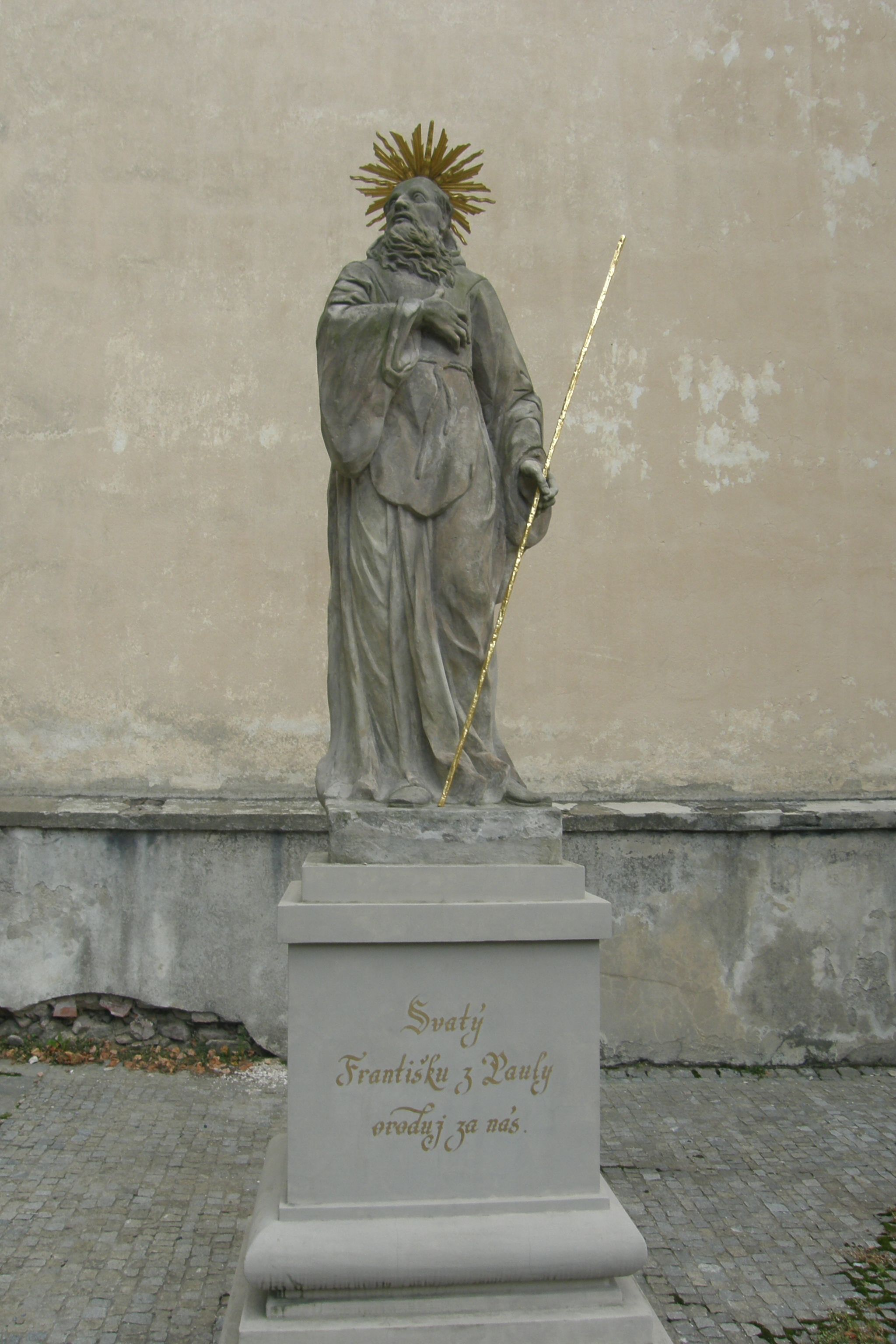
Statue de saint François de Paule.

Le couvent des Minimes (klášter paulánů) est un couvent de l'ordre des Minimes situé à Vranov en Moravie (République tchèque). La partie occidentale du couvent est inscrite à la liste des monuments culturels de la République tchèque. Il se trouve joint à l'église de la Nativité-de-la-Bienheureuse-Vierge-Marie.

## Historique
Le sanctuaire de Vranov est connu dès 1240. Maximilien de Liechtenstein (1578-1645) fait construire l'église de la Nativité-de-la-Bienheureuse-Vierge-Marie en 1617 pour en faire la nécropole de la famille Liechtenstein. Plus tard en 1633, il invite les Frères minimes à y installer leur couvent, construit de forme quadrilatère autour d'un cloître. Le couvent et la nouvelle église sont terminés en 1642. Ondřej Erna en est le maître d'œuvre sur des dessins de Giovanni Giacomo Tencalla, architecte du prince de Liechtenstein. Le couvent est réaménagé jusqu'en 1751. La communauté s'agrandit passant de vingt moines en 1640 jusqu'à trente moines en 1771. Mais les nouvelles philosophies et le despotisme éclairé de la fin du XVIIIe siècle mettent un frein à leur croissance. Cependant en 1781, une partie des moines fondent un couvent à Šlapanicích. Joseph II interdit en 1784 de nouveaux recrutements. Le couvent était alors un des dix couvents les plus riches de Moravie. L'église devient église paroissiale. Trois ailes du couvent sont détruites qui n'en conserve donc plus qu'une (ouest, contre l'église) qui sert de presbytère.
Les Minimes (en provenance d'Italie) reviennent à Vranov en 1992 pour y ouvrir un centre spirituel. Ils reconstruisent le quadrilatère du couvent en deux phases en 1997-2000 et en 2000-2011. Le centre Saint-François-de-Paule abrite aujourd'hui un centre de conférences et un centre spirituel avec hébergement. Il y avait douze moines en 2002, ce qui constitue actuellement le couvent de Minimes le plus important au-delà des Alpes.

## Source
- (cs) Cet article est partiellement ou en totalité issu de l’article de Wikipédia en tchèque intitulé « Klášter paulánů (Vranov) » (voir la liste des auteurs).